# Ferdinand de Woelmont
Ferdinand Philippe Ghislain de Woelmont (Brussel, 2 augustus 1815 - 21 maart 1875) was een Belgisch senator en burgemeester.

## Levensloop
Leden van de familie de Woelmont ontvingen adelsbrieven vanaf 1699. Ferdinand de Woelmont was een zoon van Joseph-Augustin de Woelmont (1768-1840) en van Constance de Coppin de Conjoux (1790-1854). Joseph-Augustin verkreeg adelserkenning in 1816 met de baronstitel voor hem en al zijn nakomelingen. Ferdinand trouwde met barones Eugénie de Copis (1824-1881). Het echtpaar bleef kinderloos.
Hij werd katholiek senator voor het arrondissement Namen en vervulde dit mandaat tot aan zijn dood.
Van 1843 tot aan zijn dood was hij ook burgemeester van Cortil-Wodon.
Hij was voorzitter van het Sint-Vincentius à Paulogenootschap in Namen en lid van de algemene raad van de Algemene Spaar- en Lijfrentekas.